# Pedro Lugo de Navarra
Pedro Lugo de Navarra fue Gobernador de la Provincia del Paraguay entre 1636 a 1641. Fue enviado para reprimir a los bandeirantes paulistas con un ejército de indios, abandonó a éstos, que finalmente resultaron vencedores. Convocado a España, murió en el viaje.
| Predecesor: Martín de Ledesma Valderrama | Gobernador de la Provincia del Paraguay 1636 - 1641 | Sucesor: Juan de Velasco Villasanti |